# متحف الفنون والتصميم
یقع متحف الفنون والتصميم في منطقة مانهاتن، بمدينة نيويورك في الولايات المتحدة. يوثق هذا المتحف ويعرض الأشياء المعاصرة والتاريخية والابتكارات في الحرف والفن والتصميم. يجمع المتحف في معارضه وبرامجه التعليمية عناصر تعزز سرد الحياة المعاصرة.

## تاريخ
افتَتَح المتحف أبوابه لأول مرة في عام 1956 باسم متحف الحِرف المعاصرة وكانت مهمته الرئيسية تقديم الحرف اليدوية للفنانين الأمريكيين المعاصرين. يدير المتحف المحسن والمؤيد للحرف أيلين أوزبورن ويب وقد أقام المتحف معارض تركز على المواد والتقنيات المتعلقة بالتخصصات الحرفية. احتفل المتحف منذ سنواته الأولى بالترويج البناء لهذه الصناعة في المجتمع وعمل كمدافع مهم للفنانين الناشئين والعلاقة بين الفن والصناعة.
من 2013 إلى 2021، كان لدى متحف الفنون والتصميم أحد عشر مديرًا، منهم ستة مديرين مؤقتين. في أيلول/سبتمبر 2013 عين الدكتور جلين أدامسون مديرًا جديدًا لمتحف نانيت إل لايتمان. كان أدامسون في السابق ناقدًا صريحًا للمتحف، وقد وصفه الأمناء بأنه «خيار جريء». بعد فترة تزيد قليلًا عن عامين، استقال أدامسون من المنصب. المدير الدائم التالي كان خورخي دانيال فينيسيانو، الذي تم تعيينه في آب/أغسطس 2016، واستقال بعد خمسة أشهر فقط. عُيّن كريس سكواتس مديرًا للمتحف في آذار/مارس 2018 واستقال هو الآخر في آب/أغسطس 2020. وبعد ذلك أصبح تيموثي آر رودجرز مديرًا لمتحف الفنون والتصميم في عام 2021.

## وصلات خارجية
- موقع المتحف